# Macclenny
Macclenny is een plaats (city) in de Amerikaanse staat Florida, en valt bestuurlijk gezien onder Baker County. De plaats ligt aan de oevers van de St. Marys River die daar de grens vormt met de staat Georgia.

## Demografie
Bij de volkstelling in 2000 werd het aantal inwoners vastgesteld op 4459.
In 2006 is het aantal inwoners door het United States Census Bureau geschat op 5484, een stijging van 1025 (23,0%).

## Geografie
Volgens het United States Census Bureau beslaat de plaats een oppervlakte van
8,5 km², geheel bestaande uit land.

## Plaatsen in de nabije omgeving
De onderstaande figuur toont nabijgelegen plaatsen in een straal van 36 km rond Macclenny.